# Croton cupreatus
Croton cupreatus, también conocido como candelero rea o guacamayo, es un árbol de la familia Euphorbiaceae con aproximadamente 27 m de altura. De corteza lisa con una tonalidad anaranjada, sus hojas son de color verde claro con manchas anaranjadas, hojas blancas agrupadas y frutos de color crema. 
Es originario de Colombia, y habita en alturas entre los  1000 y 1800 m s. n. m.
Es apropiado en el uso de la reforestación debido a su rápido crecimiento. Sus semillas son alimento para aves, y su madera  se emplea en ebanistería.